# Rinodina striatitunicata
Rinodina striatitunicata är en lavart som beskrevs av Matzer & H. Mayrhofer. Rinodina striatitunicata ingår i släktet Rinodina och familjen Physciaceae.   Inga underarter finns listade i Catalogue of Life.